# Пикетов јуриш
Пикетов јуриш или Пикетов напад је пјешадијски напад снага Југа на позиције Сјевера у току битке код Гетисбурга у Америчком грађанском рату, 3. јула 1863. Напад је завршио неуспјехом и тешким губицима снага Југа, и тиме је практично одлучен исход битке у корист Сјевера. Пикетов јуриш се сматра једном од највећих грешака у војној каријери генерала Роберта Лија.
Најдаља тачка освојена од трупа Југа је због тога названа и „највиша тачка Конфедерације“ (high-water mark of the Confederacy), јер је губитак битке код Гетисбурга означио почетак сигурне пропасти Конфедерације Америчких Држава.
Напад је назван по генерал-мајору Џорџу Пикету, једном од 3 официра Југа под генералом Џејмсом Лонгстритом који су водили напад.

## Анализа
Послије неуспјелих напада на лијево и десно крило снага Сјевера у току 1. и 2. јула, Ли је одлучио да нападне непријатељев центар идућег дана. Његов противник генерал Сјевера Мид је исправно предвидио Лијеве намјере.
Пјешадијском нападу је претходило артиљеријско бомбардовање које је требало да „омекша“ одбрану Сјевера, али је било углавном неефикасно. Послије тога, 12 500 војника Југа у 9 пјешадијских бригада је напредовало преко отворених поља око један километар под јаком паљбом снага Сјевера. Снаге Југа су, трпећи тешке губитке од преко 50%, успјеле на само једном мјесту да направе пробој у ниском каменом зиду који је штитио војнике противника, али нису могли да одрже тај успјех и одбијени су на полазне положаје.
То је практично означило крај битке код Гетисбурга и коначни слом Лијевог другог покушаја да заврши рат приласком Вашингтону.